# Mańkowicze (gmina)
Mańkowicze (od 1927 Hruzdowo) – dawna gmina wiejska istniejąca do 1939 roku w woj. nowogródzkim/Ziemi Wileńskiej/woj. wileńskim (obecnie na Białorusi). Siedzibą gminy był folwark Mańkowicze (84 mieszk. w 1921 roku).
Początkowo gmina należała do powiatu wilejskiego. 7 listopada 1920 r. została przyłączona do nowo utworzonego powiatu duniłowickiego pod Zarządem Terenów Przyfrontowych i Etapowych. 19 lutego 1921 roku wraz z całym powiatem weszła w skład nowo utworzonego województwa nowogródzkiego. 13 kwietnia 1922 roku gmina wraz z całym powiatem duniłowickim została przyłączona do objętej władzą polską Ziemi Wileńskiej, przekształconej 20 stycznia 1926 roku w województwo wileńskie. 1 stycznia 1926 roku nazwę powiatu duniłowickiego zmieniono  na powiat postawski.
Gmina o nazwie Mańkowicze przestała istnieć z dniem 1 kwietnia 1927 roku, po przemianowaniu jej na gminę Hruzdowo, do której przyłączono jednocześnie części obszaru gmin Miadzioł i Żośna; równocześnie niewielkie części obszaru znoszonej gminy Mańkowicze włączono do gmin Kobylnik i Łuczaj.

## Demografia
Według Powszechnego Spisu Ludności z 1921 roku gminę zamieszkiwało 7 500 osób, 3 330 było wyznania rzymskokatolickiego, 3 977 prawosławnego, 1 ewangelickiego, 166 staroobrzędowego, 23 mojżeszowego, 3 mahometańskiego. Jednocześnie 2 959 mieszkańców zadeklarowało polską przynależność narodową, 4 772 białoruską, 24 rosyjską, 42 litewską, 3 łotewską. Było tu 1 381 budynków mieszkalnych.